# Reggenza di Lumajang
La reggenza di Lumajang (in indonesiano: Kabupaten Lumajang) è una reggenza dell'Indonesia, situata nella provincia di Giava Orientale.